# Memento Verlag

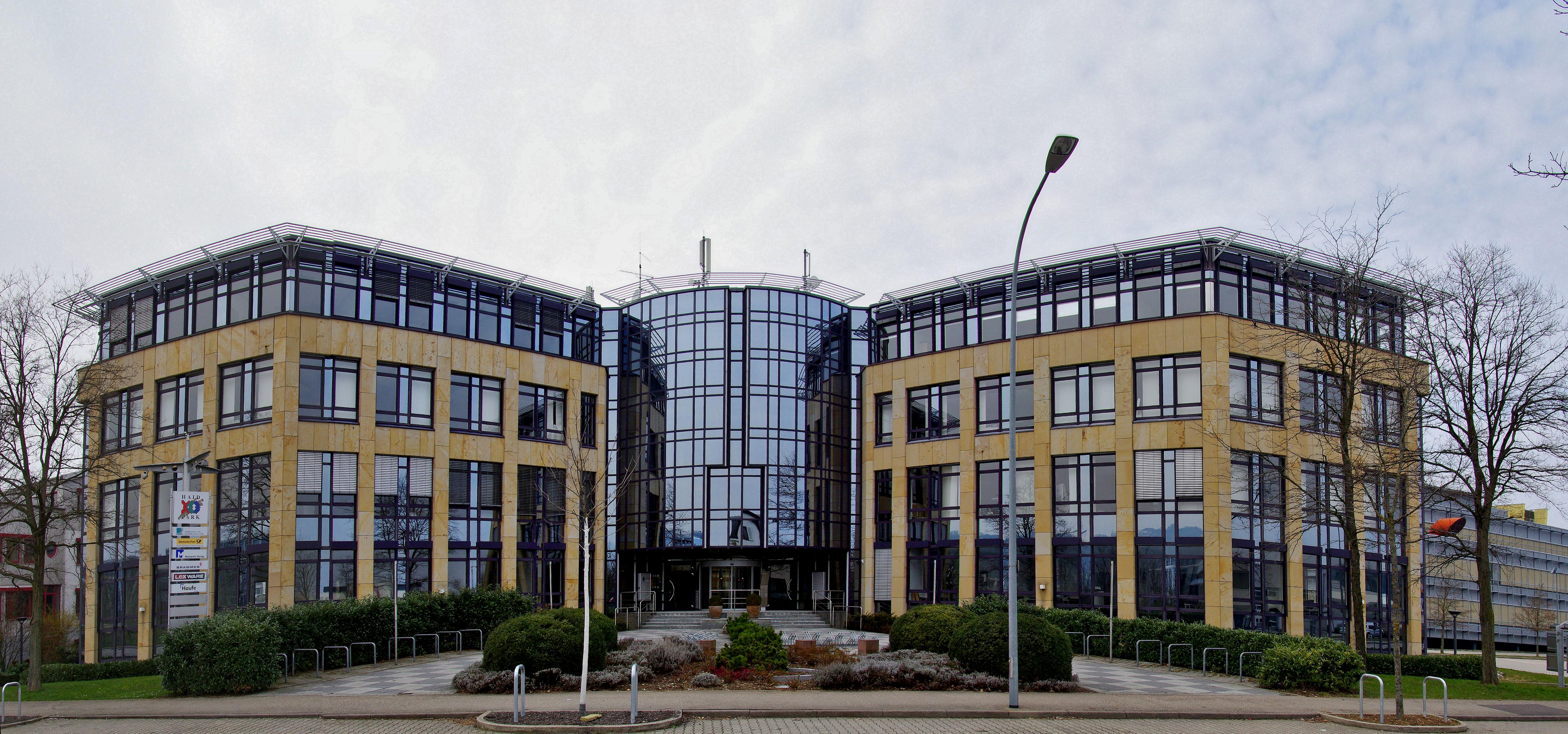
Die Firmenzentrale ist im Haid-Park in der Jechtingerstraße

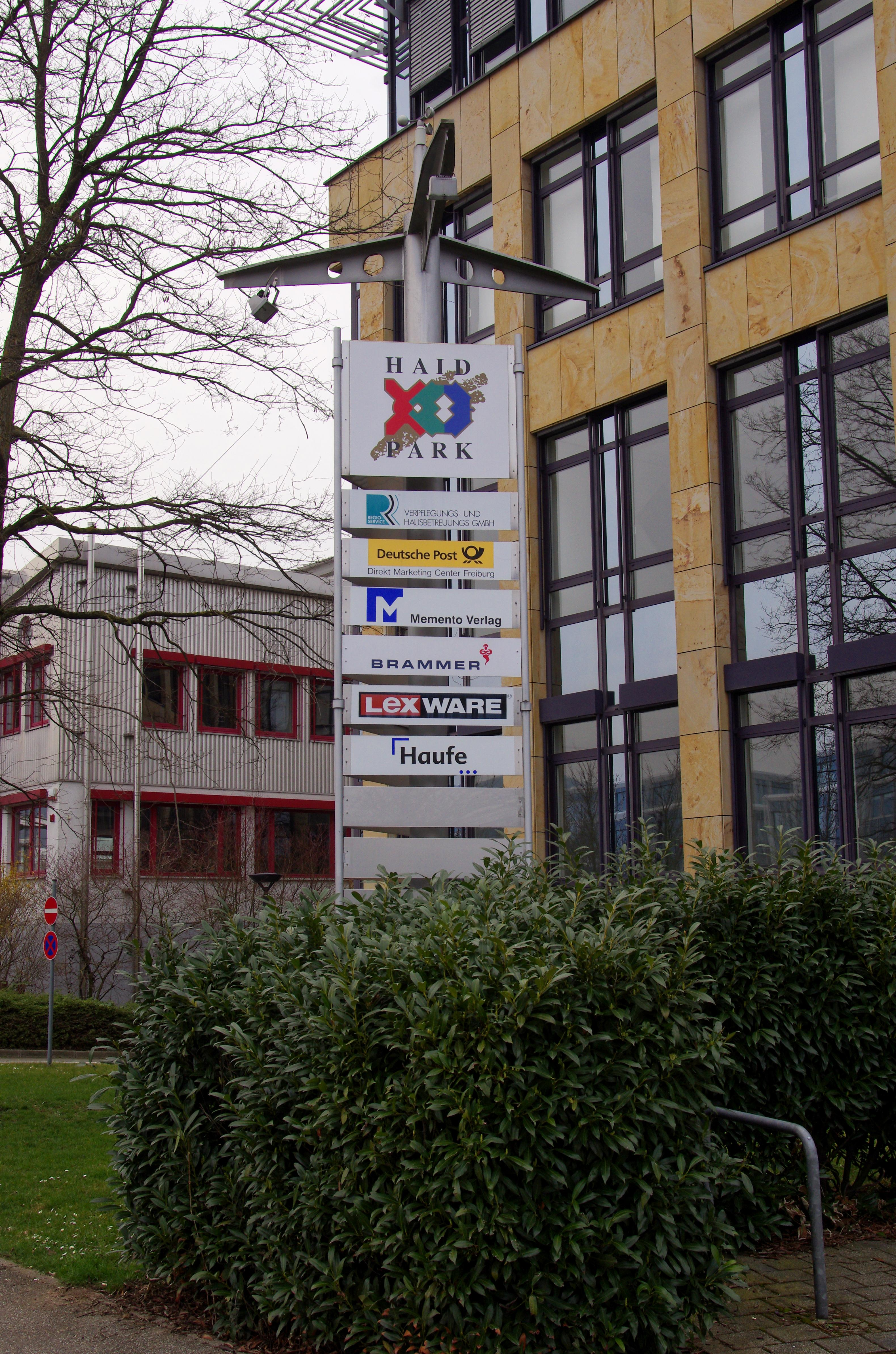

Die Memento Verlag AG war ein Verlag, der als Aktiengesellschaft geführt wurde und seinen Sitz in Freiburg im Breisgau hatte. Er wurde 1997 gegründet und war ein Gemeinschaftsunternehmen des führenden französischen Fachverlags Éditions Francis Lefebvre (EFL) und der Freiburger Haufe-Mediengruppe.

## Geschichte
Der Name Memento bezeichnet die von EFL verlegte Reihe jährlich neu aufgelegter Rechtshandbücher zu allen unternehmenselevanten Bereichen. Die gesamte Materie eines Fachgebiets – etwa Personalrecht, Gesellschaftsrecht, Steuer- oder Bilanzrecht – wird dabei auf jeweils ca. 1.500 Seiten aufbereitet. Die Werke erscheinen zudem als CD-Rom und werden unterjährig über einen Online-Service (NetUpdate) laufend in die entsprechenden Textpassagen der Datenbank aktualisiert.
In Frankreich sind die Memento-Rechtshandbücher seit Jahrzehnten Marktführer. Dieser Erfolg sowie die Markteinführungen in Spanien, Italien und Großbritannien sprachen für eine internationale Akzeptanz der Produktkonzeption. Daher sollten die „Mementos“ auch in Deutschland als hochwertige, praxisgerechte Fachbücher positioniert werden. Sie waren gedacht als ein Arbeitsmittel für Unternehmen und beratende Berufe, aber auch für Verbände, Gerichte und Hochschulen.
Die deutsche Filiale in Freiburg wurde jedoch zum 31. März 2009 geschlossen. Das Marktwachstum in Deutschland fiel geringer aus als erwartet, was als Indikator für eine begrenzte Möglichkeit zu Geschäftsentwicklung der Memento Verlag AG interpretiert wurde.
Der Mutterkonzern Éditions Francis Lefebvre konzentriert sich weiterhin auf die europäischen Märkte, in denen sich Memento etabliert hat (Frankreich, Spanien, Italien, England).